# SpVgg 08 Schramberg
SpVgg 08 Schramberg is een Duitse voetbalclub uit Schramberg, Baden-Württemberg.

## Geschiedenis
In het voorjaar van 1908 werd FC Schramberg opgericht. Datzelfde jaar werd ook VfB Schramberg opgericht dat in 1909 de naam FC Phönix aannam. In 1910 fuseerden beiden clubs en eind 1911 werd de club ontbonden wegens financiële problemen. Op 4 mei 1912 werd de club heropgericht als FC Viktoria Schramberg. In 1917 fuseerde de club met FC Phönix 1916 Schramberg tot FV Schramberg. Op 2 augustus 1923 fuseerde de club met SC 1921 Schramberg tot SpVgg 08 Schramberg. 
De club speelde in de tweede klasse in deze tijd. In 1929 promoveerde de club voor het eerst naar de hoogste klasse van de Badense competitie en werd vijfde op acht clubs. Het volgende seizoen werd de club gedeeld derde. Omdat de derde plaats ook aan de Zuid-Duitse eindronde mocht deelnemen kwamen er testwedstrijden, waarbij de club verloor van FV Rastatt 1904. De volgende seizoenen eindigde de club in de middenmoot. 
In 1933 kwam de NSDAP aan de macht in Duitsland. De Zuid-Duitse voetbalbond en al zijn competities werden ontbonden. De Gauliga werd ingevoerd en hiervoor kwalificeerde de club zich niet. Schramberg ging nu in de tweede klasse spelen onder de Gauliga Württemberg. In 1937/38 speelde de club de eindronde om promotie en verloor hier van SpVgg Cannstatt. Na de oorlog werd de club ontbonden en heropgericht als FSG Schramberg. In 1947 nam de club de naam VfL Schramberg aan. Op 12 april 1950 nam de club de historische naam terug aan. In 1957 promoveerde de club voor één jaar naar de 1. Amateurliga. In 1962 promoveerde de club hier opnieuw naar. Na degradatie in 1965 speelde de club voornamelijk in de lagere amateurreeksen. 